# Insurrezione giacobita del 1745
L'insurrezione giacobita del 1745 interessò il territorio della Gran Bretagna tra il 1745 e il 1746 e fu l'ultimo episodio delle insurrezioni giacobite nonché l'ultimo tentativo per riportare sul trono del Regno di Gran Bretagna il casato degli Stuart, spodestato all'inizio del XVIII secolo in favore del casato di Hannover. Per via della sua data di inizio, l'insurrezione è nota nel Regno Unito anche come "il Quarantacinque" (in inglese The Forty-Five).
L'insurrezione prese avvio nell'agosto del 1745: approfittando dell'impegno del Regno di Gran Bretagna nella guerra di successione austriaca, Carlo Edoardo Stuart, ultimo pretendente al trono per il casato degli Stuart, sbarcò in Scozia grazie all'appoggio dei suoi alleati francesi dando nuova linfa al movimento dei "giacobiti"; sotto le sue insegne si radunò ben presto una vasta armata grazie al massiccio supporto dei clan scozzesi della regione delle Highlands, e con il grosso delle truppe fedeli agli Hannover impegnate sul continente europeo le forze dei giacobiti furono ben presto in grado di ottenere varie vittorie contro le improvvisate milizie locali, sollevando l'intera Scozia e spingendosi all'interno della stessa Inghilterra avanzando fino a Derby.
Il richiamo in patria di alcuni esperti reparti di truppe regolari britanniche sotto il comando di Guglielmo, duca di Cumberland, decise l'esito della rivolta: la battaglia di Culloden del 16 aprile 1746 vide i disciplinati reggimenti di "giubbe rosse" sbaragliare completamente la semi-medievale armata degli highlander, e nel giro di pochi giorni Carlo Edoardo dovette fuggire dalla Scozia. Oltre a decretare la fine del movimento giacobita, l'insurrezione sancì anche il tramonto del sistema dei clan scozzesi e l'assoggettamento della Scozia al dominio britannico.

## Antefatti

### La causa giacobita

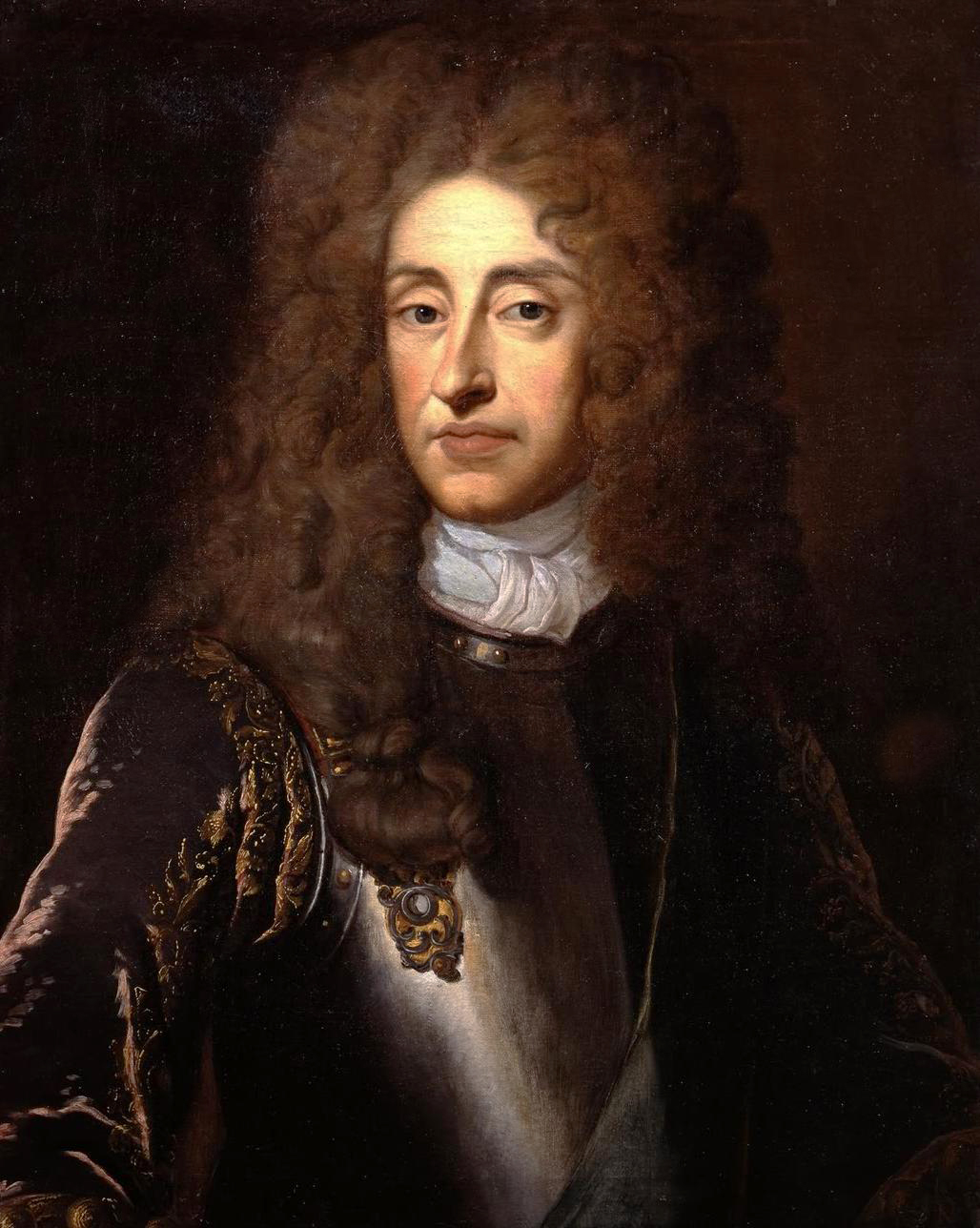
Giacomo II d'Inghilterra

La politica di apertura verso la Chiesa cattolica intrapresa dal re Giacomo II d'Inghilterra (contemporaneamente re di Scozia come Giacomo VII) sul finire del XVII secolo provocò il forte malcontento delle classi politiche e religiose inglesi fedeli all'anglicanesimo; la possibilità che il figlio di Giacomo II, educato alla religione cattolica, potesse succedere al padre e divenire quindi anche capo della Chiesa anglicana spinse gli ambienti Whig del Parlamento d'Inghilterra a organizzare la salita al trono di Londra di un protestante: la scelta cadde su Guglielmo III d'Orange, Statolder delle Province Unite, nipote di Giacomo II e marito della figlia di lui Maria, sostenitrice dell'anglicanesimo. Nel novembre 1688, l'incruenta "Gloriosa rivoluzione" vide quindi l'ingresso trionfale di Guglielmo e Maria a Londra mentre contemporaneamente Giacomo fuggiva con il figlio in Francia sotto la protezione del re Luigi XIV.
Sotto il regno di Guglielmo e Maria, il Parlamento di Londra vide rafforzati notevolmente i suoi poteri tramite l'approvazione del Bill of Rights del 1689. Vista la mancanza di eredi diretti della coppia regnante, per evitare ogni pretesa cattolica al trono il Parlamento inglese impose con l'Act of Settlement del 1701 la successione alle corone di Inghilterra, Scozia e Irlanda da parte di un protestante esponente del casato di Hannover; le pressioni del Parlamento inglese perché anche il Parlamento di Scozia approvasse l'Act of Settlement portarono quindi alla redazione nel 1707 dell'Atto di Unione tra i due paesi: Inghilterra e Scozia furono unite sotto un unico stato, il Regno di Gran Bretagna, con un unico Parlamento. Dopo essere transitata nelle mani della sorella di Maria, Anna, la corona di Gran Bretagna pervenne quindi nel 1714 al principe elettore di Hannover Georg Ludwig von Hannover, salito al trono di Londra come Giorgio I di Gran Bretagna.
La "Gloriosa rivoluzione" e la salita al trono di Guglielmo III non erano stati unanimemente accolti in maniera positiva in tutte le isole britanniche: in Inghilterra il nuovo sovrano era avversato dagli ambienti politici Tory e da elementi scismatici della Chiesa anglicana, mentre la cattolica Irlanda era da sempre una fedele sostenitrice del casato degli Stuart; lo spodestato Giacomo II poteva contare su molti sostenitori anche in Scozia, sia tra i gentry delle Lowlands, in maggioranza cattolici e ostili all'avanzare nel paese del presbiterianesimo, sia tra i bellicosi clan delle Highlands, tradizionalmente in buoni rapporti con il monarca Stuart (che ne aveva rispettato l'autonomia amministrativa) e preoccupati per la politica espansionistica intrapresa dal potente Clan Campbell di Argyll, presbiteriano e alleato con la corona inglese. I sostenitori della dinastia Stuart si diedero quindi il nome di "giacobiti" (da Jacobus, la forma latina del nome di Giacomo II), e per il successivo mezzo secolo avviarono svariati tentativi di spodestare con le armi la dinastia hannoveriana insediatasi sul trono di Gran Bretagna.

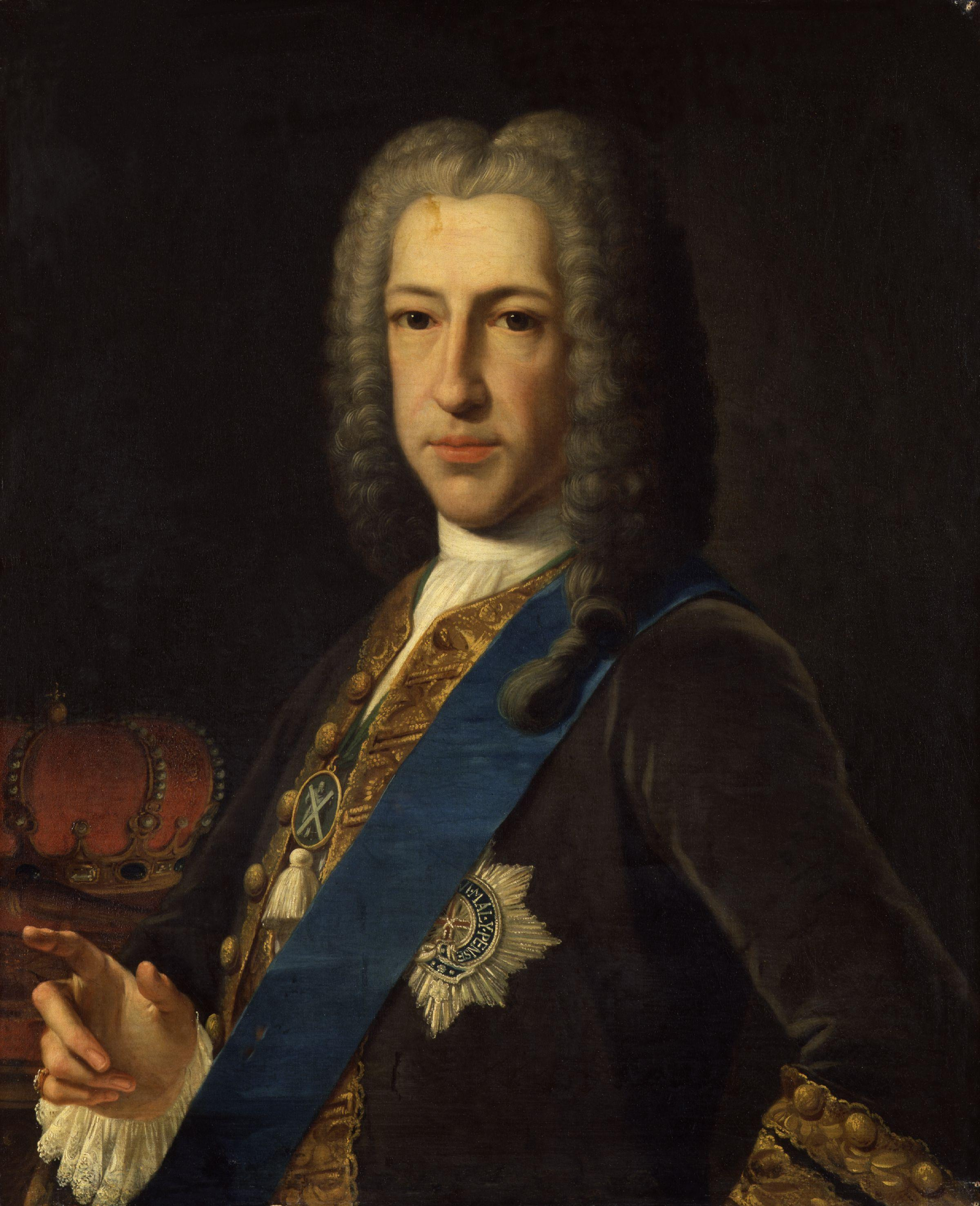
Giacomo Francesco Edoardo Stuart, il "vecchio pretendente"

I primi tentativi insurrezionali intrapresi dai giacobiti si rivelarono fallimentari: nonostante l'appoggio militare della Francia, tradizionale nemica dell'Inghilterra, il tentativo condotto dallo stesso Giacomo II di sollevare l'Irlanda fu sconfitto dalle forze di Guglielmo III nel corso della cosiddetta "guerra guglielmita" del 1689-1691, mentre l'insurrezione giacobita organizzata in contemporanea in Scozia da John Graham, fu soffocata dai Covenanti presbiteriani fedeli alla nuova dinastia dopo la vittoria nella battaglia di Dunkeld il 21 agosto 1689, anche se il nord del paese rimase sempre ostile ai guglielmiti e fu pacificato solo con molta difficoltà tra il 1690 e il 1692. Dopo la morte di Giacomo II nel 1701, le pretese della dinastia Stuart furono portate avanti dal figlio Giacomo Francesco Edoardo Stuart, poi noto come "il vecchio pretendente" (The Old Pretender): nel 1708 un suo tentativo di rientrare in Scozia al comando di una piccola forza scortata da navi francesi fu cancellato a causa della stretta sorveglianza delle acque scozzesi da parte della Royal Navy, ma subito dopo l'insediamento sul trono del primo rappresentante della dinastia hannoveriana, Giorgio I, il "vecchio pretendente" diede avvio a un nuovo tentativo insurrezionale.
L'insurrezione giacobita del 1715, nota come "il Quindici" (the Fifteen), prese piede in Scozia nel settembre del 1715 per opera di John Erskine, XXIII conte di Mar, un Wigh rimasto senza potere dopo l'avvento del nuovo re, estendendosi poi ad altre zone della Gran Bretagna: un'armata scozzese attraversò il confine e si riunì nel Lancashire con insorti giacobiti inglesi guidati dal membro del Parlamento Thomas Forster ma fu sconfitta nella battaglia di Preston ai primi di novembre, mentre altri tentativi insurrezionali in Galles e Cornovaglia furono soffocati sul nascere dalle forze governative. Né il conte di Mar né Giacomo Edoardo, sbarcato in Scozia in dicembre, erano comandanti militari esperti e i ribelli sprecarono quindi l'iniziale vantaggio consentendo ai governativi di reagire: dopo l'inconcludente battaglia di Sheriffmuir, l'armata giacobita si ritrovò ben presto soverchiata numericamente dagli hannoveriani e ai primi di febbraio del 1716 Giacomo Edoardo dovette ammettere la sconfitta e fuggire nuovamente in Francia. Dopo la stipula di un trattato di pace tra Francia e Gran Bretagna nel 1716, il "vecchio pretendente" dovette cercare nuovi alleati presso la corte del Regno di Spagna: una massiccia forza di invasione spagnola di 5 000 uomini salpata per la Scozia nel marzo 1719 fu dispersa dalle tempeste prima ancora di arrivare e riuscì a sbarcare solo un piccolo contingente, poi ricongiuntosi a una forza di highlander giacobiti ma successivamente sconfitto dai governativi nel corso della battaglia di Glen Shiel il 10 giugno seguente. Il miglioramento delle relazioni tra Spagna e Regno Unito lasciò nuovamente senza alleati i giacobiti: Giacomo Edoardo, in esilio a Roma, continuò a formulare piani e progetti per una nuova insurrezione, ma a corto di fondi e con il suo movimento infiltrato e decimato dalle spie britanniche non riuscì a realizzare nulla e la causa giacobita sembrò progressivamente tramontare.

### Il "giovane pretendente"

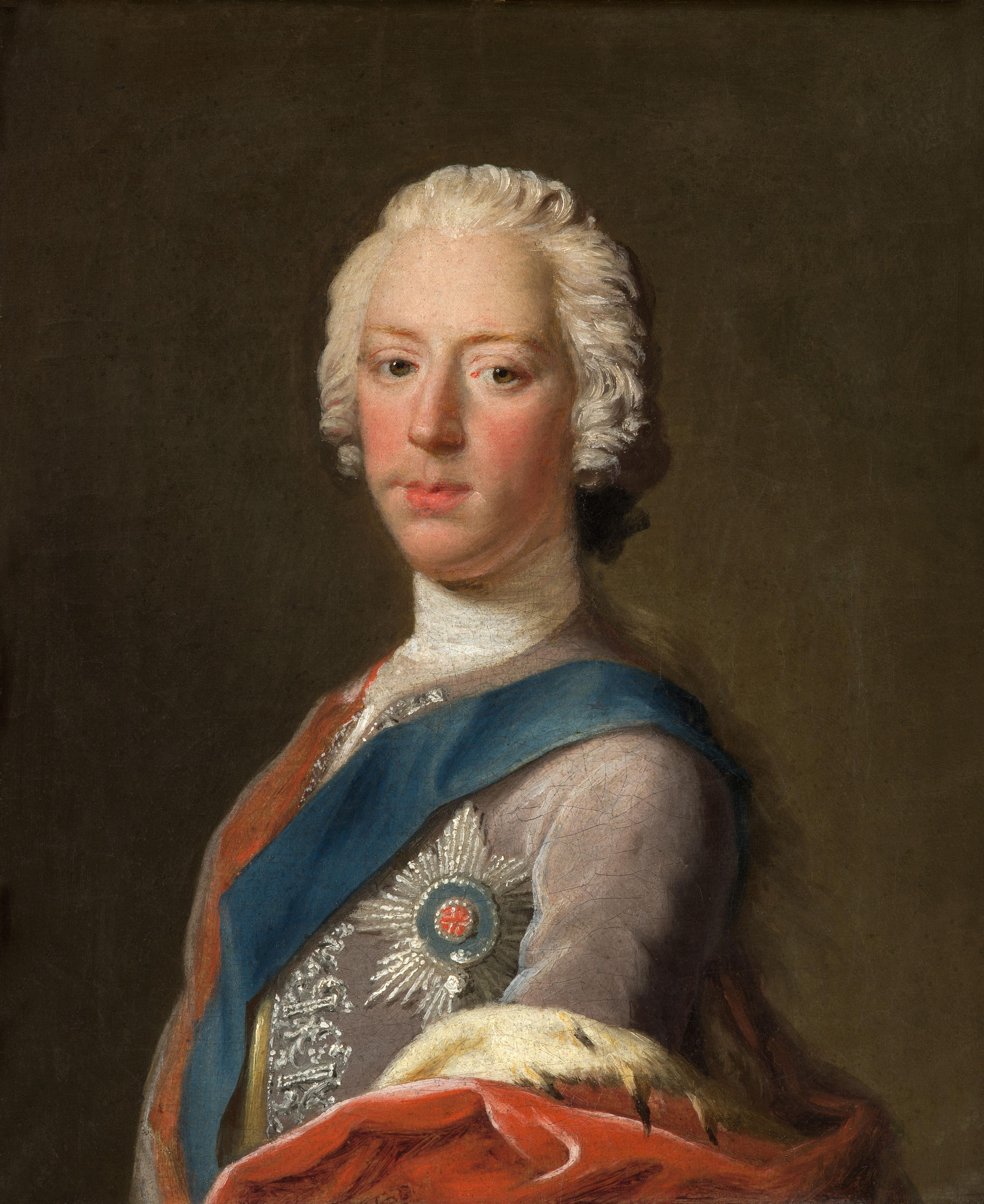
Carlo Edoardo Stuart, The Bonnie Prince Charlie

La situazione internazionale tornò però a essere favorevole per i piani dei giacobiti: lo scoppio della guerra di successione austriaca nel 1740 riaccese nuovamente lo stato di ostilità tra Francia e Gran Bretagna, e agenti giacobiti si recarono alla corte di Parigi per chiedere aiuti; dopo alcuni promettenti contatti con politici Tory in Inghilterra, che diedero il loro appoggio a una nuova sollevazione, il re Luigi XV di Francia si disse favorevole all'impresa purché Giacomo Edoardo abdicasse a favore del figlio Carlo Edoardo Stuart, noto nelle corti europee come il "Bel Principe Carlo" (Bonnie Prince Charlie) e poi come "il giovane pretendente" (the Young Pretender): un'apposita dichiarazione venne firmata il 23 dicembre 1743, facendo di Carlo Edoardo la guida del movimento giacobita. L'8 febbraio 1744 Carlo arrivò a Parigi mentre intanto un'armata di 10-15 000 soldati francesi sotto il comando del generale Maurizio di Sassonia andava radunandosi a Dunkerque in vista di uno sbarco sulle coste inglesi da attuarsi nei pressi di Maldon nell'Essex; l'azione tuttavia si risolse in un nuovo fallimento: dopo che notizie circa la progettata invasione erano pervenute tramite spie e informatori al Segretario di Stato per il Dipartimento del Sud Thomas Pelham-Holles, duca di Newcastle, un'ondata di arresti colpì il movimento giacobita inglese mentre contemporaneamente il 24 febbraio una violenta tempesta causava gravissimi danni alla flotta francese ancorata a Dunkerque portando alla cancellazione del progetto di invasione.
L'interesse francese per la restaurazione degli Stuart cominciò ben presto a declinare, spingendo Carlo Edoardo a muoversi in proprio: dopo aver ottenuto un prestito di 40 000 livre dal banchiere parigino George Walters, Carlo fu aiutato dal comandante della Brigade irlandaise dell'esercito francese, Charles O'Brien, a prendere contatti con armatori irlandesi per pianificare il suo sbarco sulle coste scozzesi; Antony Walsh, noto pirata e contrabbandiere irlandese, mise a disposizione dei giacobiti la sua fregata da 16 cannoni Du Teillay, e lo stesso Walsh riuscì poi a noleggiare la Elisabeth, un vascello da 64 cannoni della Royal Navy precedentemente catturato dai francesi. L'11 maggio 1745 l'esercito britannico impegnato contro i francesi nelle Fiandre subì una sconfitta nella battaglia di Fontenoy riportando dure perdite; approfittando del momento favorevole, Carlo Edoardo diede il via alla spedizione e il 22 giugno 1745 la Du Tellay salpò da Nantes con a bordo il "giovane pretendente", un pugno di compagni, un carico di armi e 4 000 luigi d'oro, incontrandosi poi il 4 luglio al largo della Bretagna con la Elisabeth su cui erano state caricate altre armi oltre a un centinaio di volontari tratti dalla brigata irlandese; il 9 luglio, al largo di Capo Lizard in Cornovaglia, le due navi furono intercettate dal vascello da 64 cannoni HMS Lion della Royal Navy: nello scontro che ne seguì la Elisabeth fu pesantemente danneggiata e dovette fare rotta verso Brest, ma la Du Teillay riuscì a svicolare e continuare il viaggio verso nord alla volta della Scozia.
Il comandante della Lion ritenne che le due navi fossero unità francesi in viaggio per il Nordamerica e non inviò alcuna segnale di allarme al governo di Londra, consentendo alla Du Teillay di arrivare indisturbata il 23 luglio all'isola di Eriskay nelle Ebridi. Il 25 luglio Carlo Edoardo e il suo piccolo seguito raggiunsero la terraferma scozzese nei pressi di Arisaig, iniziando a prendere i primi contatti con i capi dei locali clan MacDonald di Keppoch e Macdonald di Clanranald, parte del più ampio Clan Donald; il 18 agosto Carlo Edorado si recò a un appuntamento con vari capiclan nei pressi del villaggio di Glenfinnan, e il giorno successivo alzò il suo stendardo su una collina nelle vicinanze e rese noto il proclama di Giacomo Edoardo che lo nominava principe reggente in suo nome, dando ufficialmente il via all'insurrezione.

## L'insurrezione

### Carlo signore di Scozia

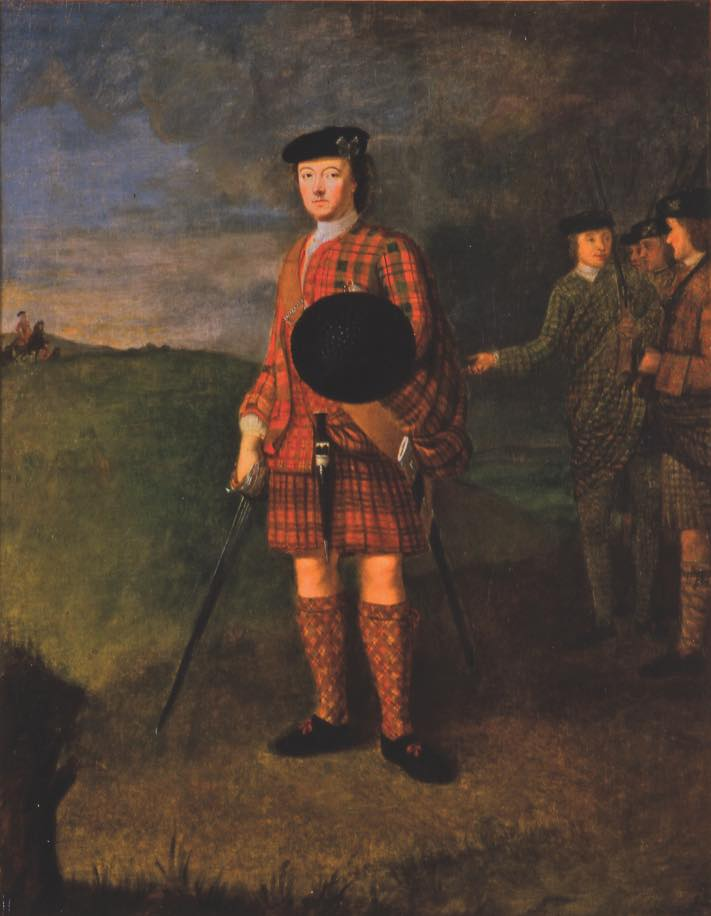
Ritratto di Lord George Murray con indosso le armi tradizionali scozzesi: spada claymore nella mano destra, scudo tipo targa nella sinistra e pugnale dirk alla cintura

Le prime voci sulla spedizione di Carlo Edoardo in Scozia erano iniziate a circolare già a partire dai primi di giugno, per poi farsi insistenti in luglio; il 28 luglio il principe Guglielmo, duca di Cumberland, terzo figlio del re Giorgio II di Gran Bretagna e comandante in capo dell'esercito regolare britannico, scrisse una lettera al Duca di Newcastle dicendosi pronto a interrompere la campagna in corso nelle Fiandre contro i francesi per ritornare in patria e fronteggiare una eventuale insurrezione giacobita: lo stesso Giorgio II, tuttavia, declinò la richiesta. Il 3 agosto la The London Gazette pubblicò un proclama della corte di giustizia che poneva una taglia di 30 000 sterline per la cattura di Carlo Edoardo; quando fu informato di ciò il 20 agosto, lo stesso Carlo Edoardo replicò offrendo una taglia dello stesso ammontare per la cattura del re Giorgio II.
Il 14 agosto due compagnie del reggimento Royal Scots lasciarono Fort Augustus per andare a rinforzare la guarnigione governativa di Fort William più a ovest. Il 16 agosto il distaccamento si imbatté in un piccolo contingente di MacDonald di Keppoch di guardia al ponte di Highbridge: dopo una breve schermaglia i governativi tentarono di ritirarsi lungo la strada appena percorsa, ma in breve tempo si ritrovarono circondati da altri gruppi di giacobiti accorsi sul luogo e dovettero arrendersi. La schermaglia di Highbridge segnò quindi l'inizio delle ostilità: il 31 agosto il re Giorgio II rientrò a Londra dall'Hannover, mentre il 4 settembre un preoccupato Duca di Newcastle inviò una richiesta al Duca di Cumberland perché inviasse subito in patria dalle Fiandre dieci battaglioni di regolari britannici per fronteggiare l'inattesa minaccia, paventando il pericolo di una marcia dei giacobiti su Londra.
Fino alla fine di agosto Carlo Edoardo rimase a Glenfinnan per raccogliere truppe e alleati; in breve tempo il "giovane pretendente" riuscì a mettere insieme un'armata di 1 200 uomini, per metà highlander del clan MacDonald e per metà del clan Cameron. L'armata degli highlander era l'ultimo esercito di stampo medievale ancora presente nell'Europa occidentale: i clan scozzesi erano famiglie allargate che si consideravano discendenti di un antico antenato comune, e tutte le terre dove il clan era stanziato erano di proprietà del capoclan il quale le concedeva in gestione agli altri membri a patto che lo seguissero in caso di guerra; all'interno del clan ogni uomo era un guerriero e tutti i guerrieri dovevano fedeltà assoluta al capoclan. Benché ormai le armi da fuoco fossero di uso comune anche in Scozia, gli highlander preferivano ancora battersi con armi bianche come le asce Lochaber o le spade con elsa a cesto tipo claymore, proteggendosi con piccoli scudi di legno tipo targa ricoperti di cuoio; l'unica tattica conosciuta era la carica frontale: gli uomini scaricavano le loro armi da fuoco sul nemico, sia per provocare perdite che per alzare una cortina di fumo, e poi si lanciavano a passo di corsa verso lo schieramento avversario per arrivare allo scontro corpo a corpo, dove la forza fisica e il coraggio dei singoli decidevano lo scontro.
Ai primi di settembre Carlo Edoardo si mise in marcia verso la regione di Badenoch a est, raccogliendo strada facendo altri alleati e spostandosi velocemente grazie alla rete di strade pavimentate fatte costruire dagli stessi britannici nelle Highland dopo l'insurrezione del 1715 per facilitare gli spostamenti di truppe. Al comando delle forze governative in Scozia era il generale John Cope, il quale aveva ai suoi ordini poco meno di 4 000 soldati in maggioranza inesperti e poco armati; lasciato Fort Augustus, Cope si innoltrò nelle Highland centrali sperando di intercettare l'armata giacobita prima che potesse diventare troppo forte, ma senza trovare traccia del nemico diresse poi su Inverness a nord-est lasciando aperta la via del sud. Il 4 settembre Carlo Edoardo raggiunse incontrastato Perth, dove fu accolto da altri sostenitori guidati da Lord George Murray, un abile veterano della precedente insurrezione che fu subito nominato tenente generale e comandante dell'armata giacobita; dopo che le poche truppe governative che gli sbarravano il cammino erano fuggite verso sud senza opporre resistenza, il 15 settembre l'armata giacobita raggiunse Edimburgo e, dopo alcune negoziazioni, il 17 settembre Carlo Edorado fece il suo ingresso nella città: la folla accolse favorevolmente il "giovane pretendente" che poté quindi insediarsi nell'Holyrood Palace, la residenza ufficiale dei sovrani scozzesi, anche se la guarnigione governativa agli ordini del generale Joshua Guest riuscì ad asserragliarsi nel Castello di Edimburgo dove rimase assediata. Il 18 settembre Giacomo Edoardo fu formalmente proclamato re di Scozia come Giacomo VIII, con Carlo Edoardo come suo reggente temporaneo.

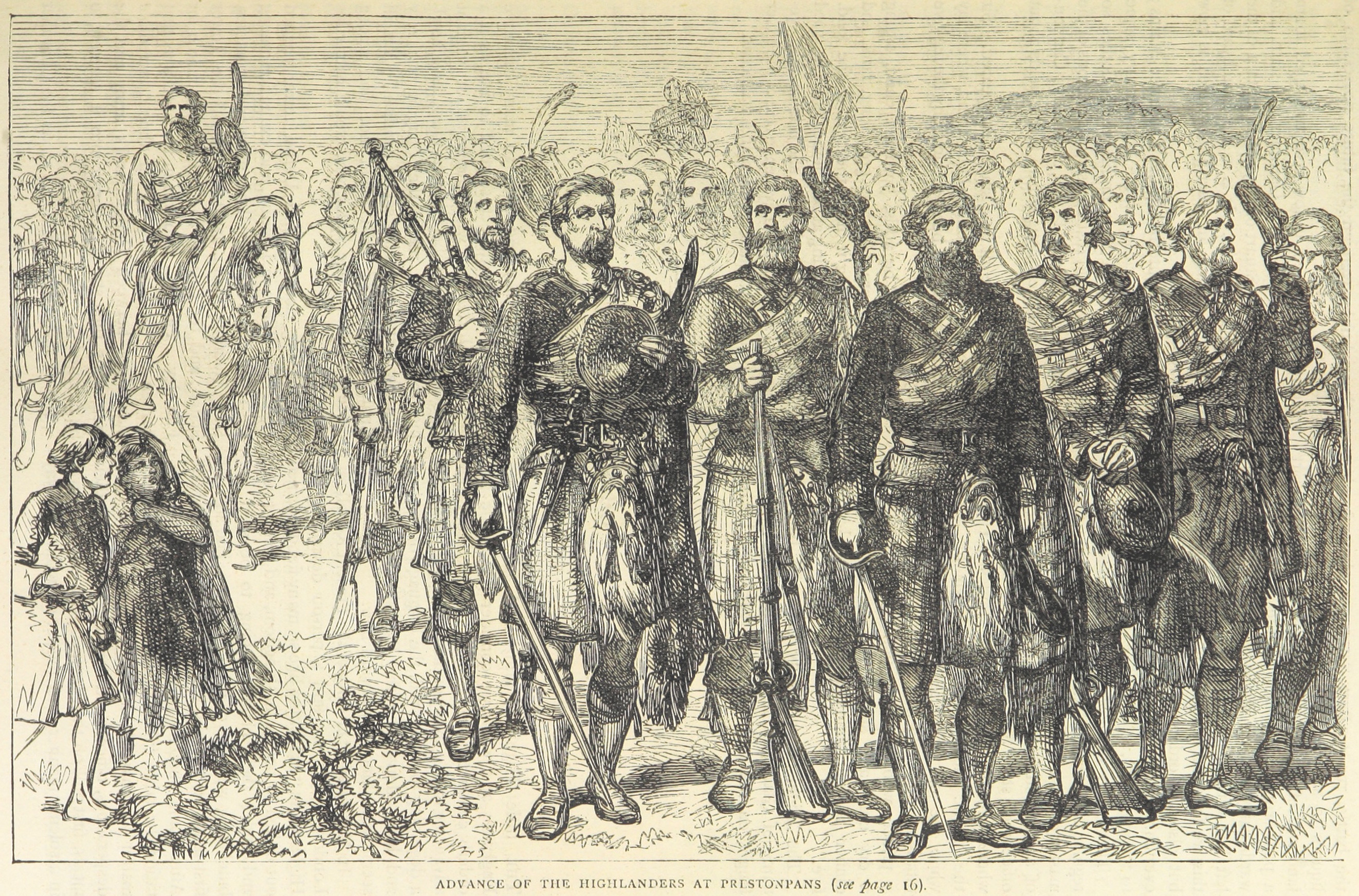
Le forze giacobite alla battaglia di Prestonpans in una stampa del 1873

Dopo aver scoperto di essere stato aggirato, Cope portò la sua armata ad Aberdeen, la fece imbarcare e quindi trasportare via mare a Dunbar da dove marciò alla volta di Edimburgo; informato, Carlo Edoardo portò l'armata giacobita fuori dalla capitale scozzese e marciò alla volta di Prestonpans incontro ai governativi di Cope. La battaglia di Prestonpans, combattuta il 21 settembre, durò appena una decina di minuti: la violenta carica degli highlander travolse l'inesperta armata di Cope che finì completamente annientata, con solo perdite leggere per i giacobiti. La notizia di Prestonpans raggiunse Londra il 24 settembre, scatenando il panico: Cope fu esonerato dal comando dopo il giudizio di una corte marziale, mentre in varie zone dell'Inghilterra si ebbero scoppi di violenza anti-cattolica da parte della popolazione; il 19 ottobre il Duca di Cumberland ricevette formalmente la lettera di richiamo in patria da parte del re Giorgio II, e le forze britanniche nelle Fiandre iniziarono a reimbarcarsi per tornare in patria a partire dal 28 ottobre.
Praticamente padrone dell'intera Scozia, Carlo Edoardo istituì una propria corte a Edimburgo e iniziò ad amministrare il suo nuovo regno. La disponibilità di denaro divenne una priorità: i 4 000 luigi d'oro portati dalla Francia erano stati in gran parte già spesi e, per quanto la cattura a Prestonpans della cassa dell'armata Cope avesse fruttato altre 3 000 sterline, le riserve monetarie della Bank of Scotland e della Royal Bank of Scotland erano state portate nel castello di Edimburgo e si trovavano ancora in mano ai governativi; lettere furono spedite a tutti i borghi della Scozia e a tutti gli esattori delle tasse locali perché favorissero i loro libri contabili e pagassero i saldi dovuti, mentre dalla cittadinanza di Glasgow, in maggioranza di simpatie Wigh, furono ottenute dopo negoziazioni 5 000 sterline in denaro e 500 in beni. La Francia assunse quattro contrabbandieri per far recapitare ai giacobiti 5 000 sterline in oro, 2 500 moschetti, sei cannoni leggeri e una dozzina di artiglieri francesi sotto la supervisione di James Grant, un tenente colonnello franco-scozzese: tutti questi rifornimenti furono sbarcati con successo il 9 ottobre a Montrose e il 19 ottobre a Peterhead; il rappresentante personale di Luigi XV, Alexander de Boyer marchese d'Eguilles, raggiunse la corte di Carlo Edoardo a Edimburgo il 14 ottobre.

### L'invasione dell'Inghilterra

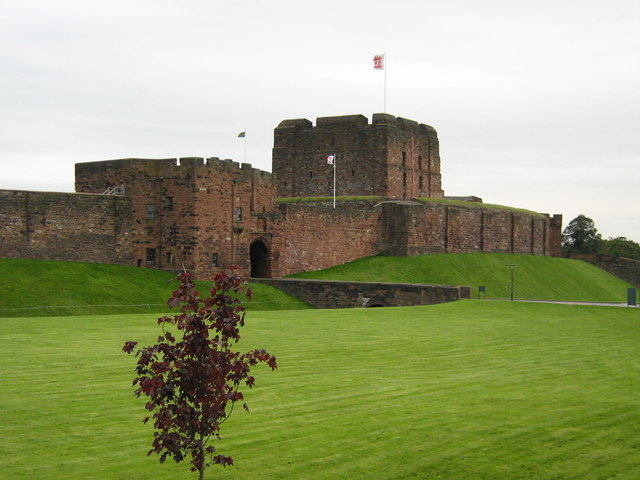
Veduta odierna del castello di Carlisle

Il 30 ottobre Carlo Edoardo riunì un consiglio per decidere la prossima mossa: l'intenzione del "pretendente" era di invadere al più presto l'Inghilterra passando da sud-est, visto che solo una completa conquista della regione avrebbe permesso una piena restaurazione della dinastia Stuart sul trono, ma Lord Murray e molti dei capiclan proposero di mantenere le forze giacobite in Scozia per consolidare la posizione, eliminare le restanti guarnigioni governative e attendere ulteriori aiuti dei francesi; alla fine, per un solo voto di scarto il consiglio decise per l'invasione, anche se Murray riuscì a convincere Carlo a condurre l'azione passando attraverso il Lancashire a sud-ovest, dove sbarchi di truppe francesi sulla costa del Galles o dell'Inghilterra occidentale potevano portare ulteriori rinforzi ai giacobiti. L'armata giacobita lasciò quindi Edimburgo ai primi di novembre con una forza di 5 000 fanti e 500 cavalieri
L'8 novembre 1745 l'avanguardia dell'armata giacobita attraversò il confine tra Scozia e Inghilterra, raggiungendo Carlisle il giorno seguente; la guarnigione del castello di Carlisle decise di opporre resistenza e l'assedio si protrasse fino al 15 novembre quando i governativi capitolarono sotto condizioni molto favorevoli (gli uomini furono lasciati liberi dopo aver consegnato le armi e firmato un impegno a non riprendere le ostilità contro i giacobiti per almeno un anno): la cattura di Carlise fruttò ai giacobiti un buon bottino comprendente 1 500 moschetti, 160 barili di polvere da sparo e 120 cavalli. Un'armata governativa sotto il comando del generale George Wade era stata riunita a Newcastle upon Tyne per sbarrare la via a un'invasione lungo la costa orientale dell'Inghilterra, ma i giacobiti avanzarono verso sud lungo la costa occidentale penetrando nel Lancashire e obbligando Wade a inseguirli; il 23 novembre Manchester fu abbandonata da Eduard Stanley, Lord Luogotenente del Lancashire, e dalla guarnigione governativa, e i giacobiti la occuparono senza combattere il 28 novembre.
Il 4 dicembre l'armata di Carlo Edoardo raggiunsero Derby, a sole 127 miglia da Londra, dove il giorno seguente si riunì nella residenza di Exeter House un consiglio di guerra dei giacobiti. La riunione fece esplodere i contrasti in seno all'alto comando dei ribelli: Carlo Edoardo era favorevole a continuare l'avanzata su Londra con decisione, sfruttando la posizione favorevole guadagnata e l'alto morale delle truppe giacobite, ma Lord Murray e molti degli altri ufficiali si espressero contro ulteriori avanzate in Inghilterra. Tre armate governative stavano manovrando intorno alla posizione dei giacobiti (quella del generale Wade in arrivo da nord-est, quella del Duca di Cumberland in arrivo da sud e una terza rappresentata dalle truppe della guarnigione di Londra), e Lord Murray stimò che affrontarne e vincerne una avrebbe causato forti perdite ai giacobiti rendendoli vulnerabili agli attacchi delle altre due, mentre in caso di sconfitta la ritirata verso la Scozia sarebbe stata impossibile; a opinione del tenente generale, la conquista di Londra era fattibile solo con una sollevazione dei giacobiti inglesi o uno sbarco di truppe francesi nell'Essex, e né dell'una né dell'altro vi era al momento alcuna traccia: anche se la capitale fosse stata conquistata con un assalto dall'armata giacobita, essa sarebbe stata prontamente assediata dalle armate combinate di Wade e del Duca di Cumberland. A complicare ulteriormente il quadro, l'avventuriero irlandese Dudley Bradstreet, aggregato all'armata giacobita ma in realtà al soldo dei governativi come spia, diffuse false notizie circa la presenza di un'ulteriore armata britannica di 9 000 uomini schierata tra Derby e Londra, mentre un migliaio di highlander approfittarono della confusione per dileguarsi e ritornare in Scozia; infine, a Carlo Edoardo non restò altro da fare che ordinare di malavoglia la ritirata alla volta della Scozia.

### La ritirata in Scozia

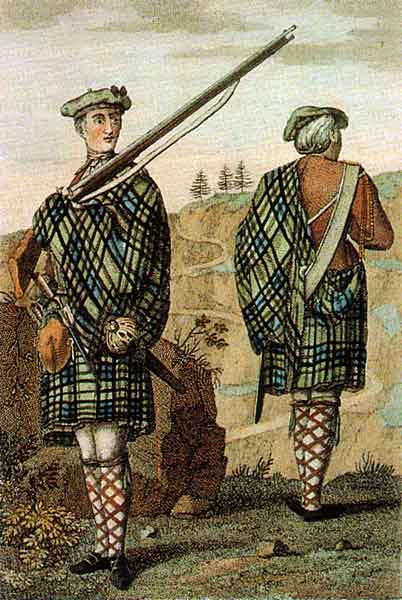
Due soldati del Highland Regiment nel 1744; i guerrieri highlander dell'armata giacobita erano abbigliati in maniera simile

Il 6 dicembre i giacobiti lasciarono Derby marciando compatti verso nord; la ritirata si svolse senza troppi problemi: il 18 dicembre la retroguardia dei giacobiti fu ingaggiata dalla cavalleria di avanguardia dell'armata del Duca di Cumberland nel corso della cosiddetta schermaglia di Clifton Moor, ma riuscì a sganciarsi senza problemi. I giacobiti lasciarono una piccola guarnigione di 400 uomini nel castello di Carlisle, che fu assediata dall'armata del Duca di Cumberland a partire dal 21 dicembre e infine costretta alla resa il 30 dicembre seguente; il Duca diede subito un primo assaggio di come avrebbe condotto la repressione dell'insurrezione: tutti gli ufficiali catturati furono impiccati come traditori e i soldati semplici deportati nelle Indie occidentali. Il 25 dicembre l'armata di Carlo Edoardo raggiunse Glasgow, ma la città si dimostrò ostile e fornì i rifornimenti di cui i giacobiti avevano disperato bisogno solo dietro la minaccia di essere saccheggiata; le milizie delle Independent Highland Companies, unità reclutate dai governativi tra i clan scozzesi rimasti fedeli alla dinastia hannoveriana, stavano causando problemi alle forze giacobite nel nord della Scozia, anche se il giacobita Lewis Gordon fu in grado di infliggere loro una sconfitta nella battaglia di Inverurie il 23 dicembre.
Il 3 gennaio 1746 Carlo Edoardo lasciò Glasgow con le sue forze marciando verso est alla volta di Edimburgo; l'armata raggiunse Stirling il 5 gennaio e ancora una volta la cittadinanza si dimostrò ostile, aprendo di malavoglia le porte della città mentre il castello rimase in mano alla guarnigione governativa e dovette essere assediato. Il tenente generale Henry Hawley aveva rimpiazzato Wade alla guida dell'armata britannica schierata lungo la costa orientale, e ai primi di gennaio lasciò Newcastle alla volta di Edimburgo; dopo aver raggiunto Linlithgow il 13 gennaio, Hawley distaccò un contingente per tentare di liberare il castello di Stirling dall'assedio e Carlo Edoardo si affrettò per affrontarlo in uno scontro campale: la battaglia di Falkirk il 17 gennaio si concluse con un'altra vittoria per i giacobiti, e le forze di Hawley dovettero ripiegare dopo aver subito diverse perdite. La vittoria fu tuttavia scarsamente capitalizzata dai giacobiti: l'armata di Carlo Edoardo rimase ad assediare il castello di Stirling, ma nonostante l'arrivo di un contingente di artiglieria francese sbarcato a Montrose la postazione non fu espugnata. I giacobiti dovettero registrare un crescendo di diserzioni tra i propri ranghi proprio mentre l'armata del Duca di Cumberland si stava avvicinando a Stirling, e alla fine Carlo Edoardo accettò il consiglio di Lord Murray di dirigere a nord nelle Highland per svernare e raccogliere ulteriori truppe in vista della campagna primaverile; il 1º febbraio i giacobiti lasciarono quindi Stirling e, guadato il Firth of Forth, diressero su Inverness: la guarnigione governativa di Fort George, a nord-est di Inverness, oppose una breve resistenza prima di capitolare il 21 febbraio, e Carlo Edoardo stabilì la sua sede invernale nella città
.

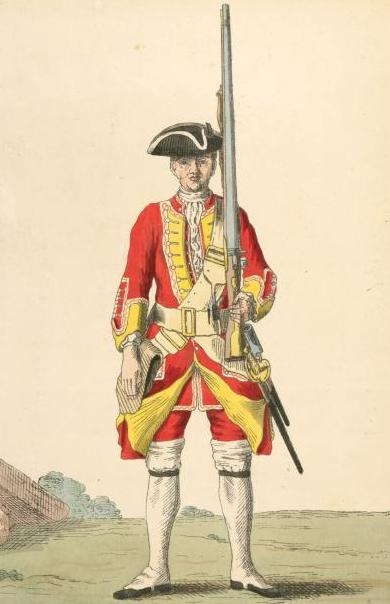
Un soldato regolare britannico dell'8th Regiment nel XVIII secolo

Nel frattempo, le forze del Duca di Cumberland avevano raggiunto Edimburgo il 30 gennaio dove si unirono ai resti dell'armata del generale Hawley scampati alla sconfitta di Falkirk; ora al comando di tutte le unità governative stanziate in Scozia, il Duca decise di proseguire la marcia verso nord avanzando lungo la costa orientale dove la sua armata poteva essere facilmente rifornita via mare: il 27 febbraio i governativi raggiunsero Aberdeen dove stabilirono i loro quartieri invernali, addestrandosi in vista della ripresa della campagna in primavera e ricevendo un ulteriore rinforzo di 5 000 soldati mercenari tedeschi. Approfittando dell'immobilità dell'armata governativa e incoraggiati dalla facile occupazione di Fort George, i giacobiti portarono avanti una serie di attacchi alle restanti posizioni fortificate nella zona del Glen Albyn, di importanza strategica per il controllo delle Highland: Fort Augustus fu investito il 3 marzo e, grazie a un fortunato colpo di mortaio che centrò in pieno il suo deposito delle munizioni facendolo saltare in aria, capitolò già il 5 marzo seguente; il successivo assedio di Fort William, iniziato il 20 marzo, si trascinò invece per diversi giorni per via della determinata resistenza della guarnigione governativa (un misto di regolari britannici e miliziani scozzesi della Campbell of Argyll Militia), finché il 3 aprile Carlo Edoardo richiamò a Inverness la forza assediante. Un contingente giacobita inviato ad assediare il castello di Blair il 17 marzo fu parimenti richiamato indietro il 2 aprile senza essere riuscito a espugnare la posizione.

### La disfatta di Culloden

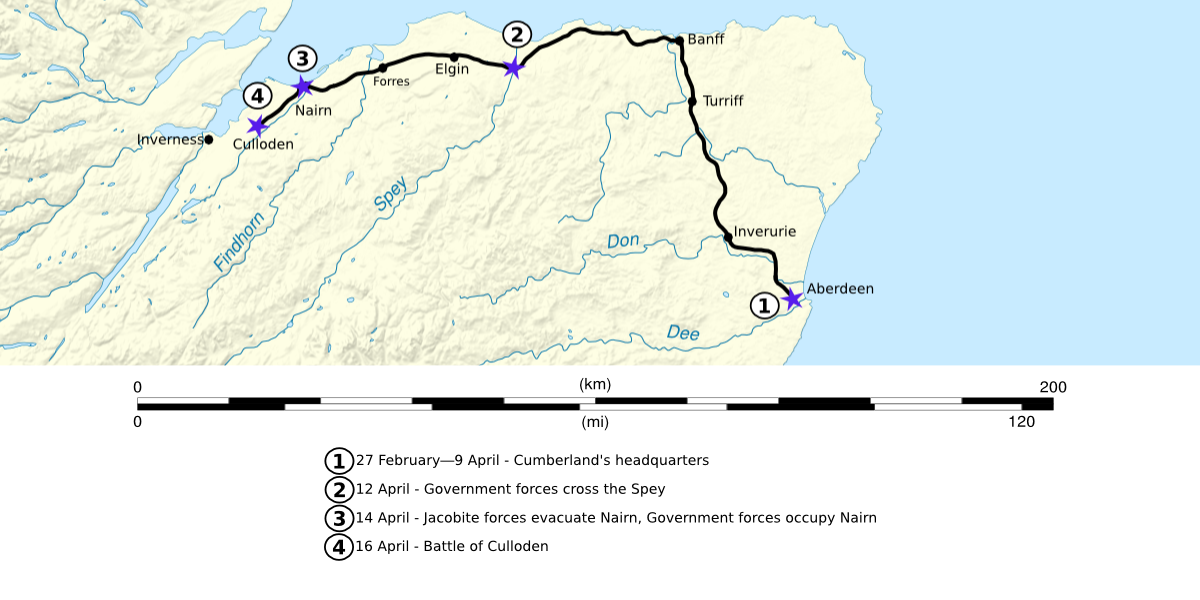
Il percorso dell'armata britannica da Aberdeen a Culloden

Dopo aver atteso il miglioramento del tempo, il Duca di Cumberland lasciò i suoi acquartieramenti di Aberdeen l'8 aprile avanzando verso nord alla volta del Moray Firth per poi piegare verso ovest sempre seguendo la costa; l'11 aprile i governativi raggiunsero il corso del fiume Spey, dove si trovava dislocata una forza giacobita: i governativi guadarono con successo il fiume il 12 aprile mentre i giacobiti ripiegarono prima su Elgin e poi su Nairn, a sua volta evacuata e occupata dai governativi il 14 aprile. Il Duca di Cumberland stabilì poi l'accampamento della sua armata nei pressi di Balblair, poco a ovest di Nairn, mentre quello stesso 14 aprile Carlo Edoardo lasciava Inverness con il grosso della sua armata: le forze dei giacobiti comprendevano 5 000 fanti e 400 cavalieri accompagnati da una dozzina di cannoni leggeri, mentre il Duca di Cumberland poteva disporre di 6 500 fanti tra regolari britannici e miliziani scozzesi oltre a 2 600 dragoni a cavallo e 16 pezzi di artiglieria. I giacobiti arrivarono in vista dell'accampamento dei governativi il 15 aprile, ma le truppe britanniche non si dimostrarono propense a dare battaglia: il 15 aprile era il compleanno del Duca di Cumberland, e i soldati britannici rimasero nel loro campo a festeggiare con una distribuzione straordinaria di brandy. La situazione poteva tornare a vantaggio dei giacobiti, ma ancora una volta i ribelli sprecarono il loro vantaggio impegnandosi in discussioni in seno all'alto comando: Lord Murray era contrariato dalla scelta del terreno per la battaglia, un tratto di brughiera pianeggiante nei pressi del villaggio di Culloden, che invece Carlo Edoardo e il suo aiutante di campo Sir John O'Sullivan ritenevano più che adeguato. L'armata giacobita rimase schierata al freddo e senza cibo per diverse ore, finché infine i comandanti si misero d'accordo per un attacco notturno al campo governativo: nonostante i festeggiamenti, i soldati del Duca di Cumberland erano tuttavia all'erta e l'azione dei giacobiti ben presto degenerò nella confusione più totale a causa del buio e della mancanza di coordinazione; dopo una breve schermaglia l'armata giacobita ritornò sui suoi passi, disperdendosi alla ricerca di cibo e ripari per la notte.
L'azione riprese la mattina dopo, quando entrambe le armate si schierarono nella piana di Culloden per lo scontro finale. La battaglia di Culloden si concluse con una disastrosa sconfitta per i giacobiti: le truppe del Duca di Cumberland, soldati delle truppe regolari addestrati secondo i canoni delle guerre europee dell'epoca, erano decisamente di un'altra categoria rispetto alle milizie provinciali affrontate dai giacobiti a Prestonpans e Falkirk, e la carica frontale degli highlander si infranse contro le scariche di fucileria e i saldi ranghi dei reparti governativi; mentre la milizia dell'Argyll manovrava per prendere sul fianco l'armata giacobita, i regolari britannici caricarono frontalmente alla baionetta gli scompaginati highlander, ricacciandoli indietro e mettendoli in rotta. L'inseguimento da parte dei dragoni britannici trasformò la sconfitta dei giacobiti in una disfatta: per ordine diretto del Duca di Cumberland non fu dato alcun quartiere ai nemici feriti o presi prigionieri che quindi furono massacrati in gran numero, facendo guadagnare al Duca l'appellativo da parte degli scozzesi di "Billy il macellaio" (Billy the butcher). L'armata giacobita finì in gran parte annientata con la perdita di 1 500-2 000 uomini tra morti e feriti, mentre al contrario i governativi subirono appena 50 morti e poco più di 250 feriti.

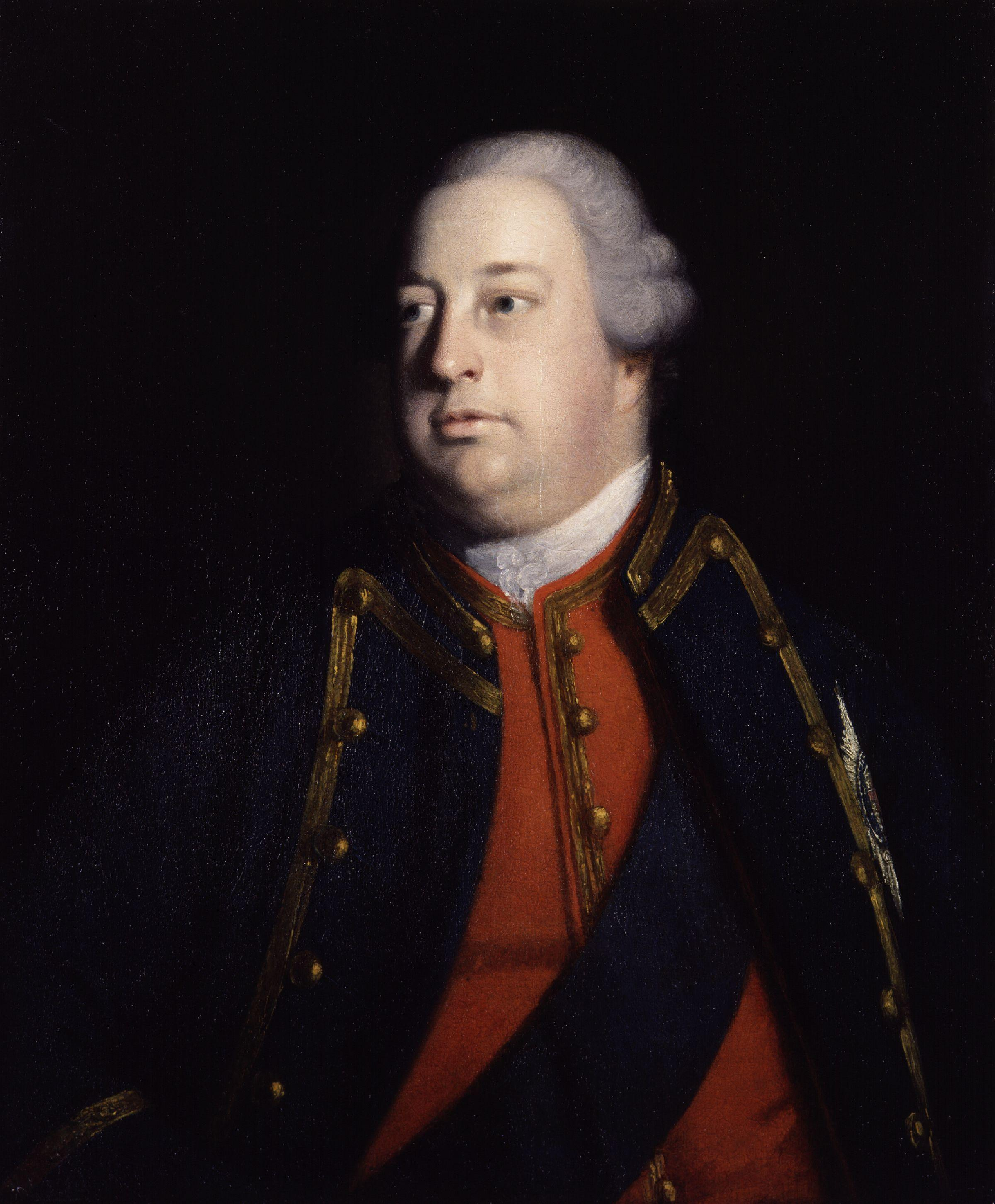
Guglielmo, duca di Cumberland

Mentre gran parte degli highlander si dava alla fuga verso le terre natali, Lord Murray riuscì a radunare circa 1 500 superstiti della battaglia al fortilizio delle Ruthven Barracks nei pressi di Ruthven, ma Carlo Edoardo, scampato di poco alla cattura a Culloden, diede ordine di sciogliere l'armata il 18 aprile: i francesi ancora in forza all'armata giacobita raggiunsero Inverness dove si consegnarono ai governativi il 19 aprile come prigionieri di guerra, mentre gli scozzesi si disperdevano ritornando alle loro case. Un gruppo di esponenti di spicco del comando giacobita comprendente i capiclan Lochiel, Lochgarry, Clanranald e Barisdale fuggì a ovest verso il Sound of Arisaig, non lontano dal punto dove Carlo Edoardo era sbarcato sulla terraferma scozzese all'inizio dell'insurrezione: qui, il 30 aprile i giacobiti furono raggiunti da due fregate francesi, la Mars e la Bellone, le quali portarono a terra rifornimenti vari oltre a 35 000 sterline in oro; due giorni più tardi le navi francesi furono ingaggiate in una violenta battaglia navale di sei ore da tre sloop-of-war della Royal Navy prima di riuscire a ritirarsi. Rinvigoriti dai rifornimenti ricevuti e dalla prova tangibile che gli alleati francesi non li avevano abbandonati, i capi dei clan delle Highland decisero di tentare di portare avanti l'insurrezione: dopo essersi riuniti l'8 maggio nelle vicinanze di Murlagan, i capi si diedero appuntamento a Invermallie per il 18 maggio seguente con l'intento di riunirsi alle restanti forze dei MacDonald di Keppoch e al reggimento dei Macpherson, il quale non aveva preso parte alla battaglia di Culloden. Questo tentativo naufragò ben presto: dopo un mese di sostanziale inattività, il Duca di Cumberland mosse la sua armata all'interno delle Highland e il 17 maggio i governativi rioccuparono Fort Augustus; quello stesso giorno il clan dei Macpherson offrì la sua resa. Alla riunione del 18 maggio i capi Lochiel, Lochgarry e Barisdale (Clanranald non si presentò) riuscirono a mettere assieme solo circa 600 uomini in armi, alcuni dei quali si dispersero subito in cerca di cibo; la mattina dopo un contingente governativo si avvicinò al luogo dell'incontro e le forze giacobite si diedero alla fuga senza offrire la minima resistenza, disgregandosi completamente.
Dopo la sua fortunosa fuga dal campo di battaglia di Culloden, Carlo Edoardo si recò a nord accompagnato da un piccolo gruppo di seguaci alla volta delle isole Ebridi; il 20 aprile il "pretendente" raggiunse Arisaig da dove pochi gironi dopo si imbarcò per l'isola di Benbecula da dove poi si trasferì a Scalpay e quindi Stornoway. Per cinque mesi Carlo Edoardo si spostò di continuo attraverso le Ebridi, costantemente ricercato dai sostenitori degli hannoveriani e con sulla testa una taglia di 30 000 sterline; la nobildonna Flora MacDonald gli offrì ospitalità e protezione, facendolo poi fuggire avventurosamente a Skye travestito da donna. Il 19 settembre infine Carlo Edoardo tornò ad Arisaig, dove con un piccolo seguito riuscì a imbarcarsi su due navi francesi che lo riportarono in Francia; la sua partenza segnò definitivamente la conclusione dell'insurrezione.

## Conseguenze

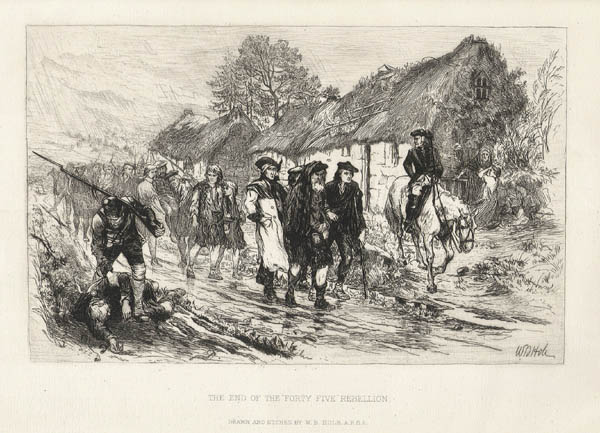
La ritirata dell'armata giacobita dopo Culloden in una stampa del 1882

La sconfitta dell'insurrezione del 1745 segnò la fine dei tentativi della dinastia Stuart di riconquistare il trono di Londra. Carlo Edoardo riparò in Francia, ma una delle clausole del trattato di Aquisgrana del 1748, conclusivo della guerra di successione austriaca, impose la sua espulsione dal paese e il principe dovette tornare in esilio a Roma; Carlo Edoardo rimase ben presto senza alcun appoggio politico e finanziario, rendendo vani alcuni suoi ulteriori progetti di scatenare una nuova insurrezione. Un breve interesse per la causa giacobita tornò in Francia dopo lo scoppio della guerra dei sette anni, quando i francesi iniziarono a stendere i preparativi per una massiccia invasione della Gran Bretagna: Carlo Edoardo fu richiamato a Parigi ma era ormai l'ombra di sé stesso e fu ben presto messo da parte; la sconfitta della flotta francese nella battaglia della baia di Quiberon fece poi accantonare qualunque progetto di invasione delle isole britanniche, e con esso le residue speranze di una restaurazione degli Stuart. Carlo Edoardo morì nel 1788 senza eredi diretti e il ruolo di pretendente dei giacobiti passò quindi al fratello Enrico Benedetto Stuart, un cardinale; Enrico morì poi nel 1807, e con lui si spensero le ultime istanze della dinastia degli Stuart.
La repressione del residuo movimento giacobita in Scozia da parte del Duca di Cumberland fu brutale. Le prigioni scozzesi furono riempite di sostenitori degli Stuart o presunti tali, molti dei quali inviati poi in Inghilterra per essere processati per alto tradimento: quasi tutti gli elementi di spicco che erano stati catturati furono condannati a morte, mentre gli uomini di basso rango furono per gran parte condannati alla deportazione nelle colonie britanniche o all'esilio; altri, come Lord Murray, pur sfuggendo alla cattura dovettero lasciare per sempre il paese. Il governo britannico prese diverse misure per eliminare il regime di autonomia dei clan delle Highland e incorporare la Scozia nel resto della Gran Bretagna: l'Heritable Jurisdictions (Scotland) Act 1746 pose fine ai diritti ereditari dei proprietari terrieri scozzesi in materia di amministrazione della giustizia sulle loro proprietà, eliminando il potere dei capi tribali e distruggendo la loro autorità feudale sugli uomini del clan; gli esponenti dei clan rimasti leali al casato degli Hannover ricevettero ampie compensazioni monetarie per la perdita della loro autonomia, ma i capi dei clan giacobiti videro i loro terreni confiscati dal governo e venduti per poche sterline a imprenditori inglesi che cacciarono i contadini e introdussero nelle Highland grandi greggi di pecore per alimentare l'industria laniera dell'Inghilterra. Nell'ottica di eliminare ogni riferimento all'identità scozzese, l'Act of Proscription 1746 rese illegale l'indossare gli abiti tradizionali scozzesi come il kilt e i tessuti tartan al di fuori dei reggimenti del British Army reclutati in Scozia; altre misure resero illegale l'uso della cornamusa, mentre la letteratura e la poesia tradizionali e perfino l'uso della lingua gaelica scozzese furono pesantemente osteggiate. Queste leggi furono ritirate solo nel 1782. La sconfitta nella rivolta del 1745 segnò quindi la piena integrazione della Scozia nel nascente Regno Unito